# Leif Wahlman
Leif Wahlman (ur. w 1965, zm. 29 lipca 1984 w King’s Lynn) – szwedzki żużlowiec.
Dwukrotny medalista młodzieżowych indywidualnych mistrzostw Szwecji: srebrny (Visby 1983) oraz brązowy (Eskilstuna 1982). 
Reprezentant Szwecji na arenie międzynarodowej. Finalista indywidualnych mistrzostw świata juniorów (King’s Lynn 1984 – XI miejsce). Uczestnik eliminacji indywidualnych mistrzostw świata (1984 – VI miejsce w końcowej klasyfikacji finału szwedzkiego).
W lidze szwedzkiej reprezentował barwy klubu Vargarna Norrköping (1981–1984).
Zmarł 29 lipca 1984 w King’s Lynn w wyniku urazów, które odniósł dzień wcześniej podczas upadku w XIII biegu finału indywidualnych mistrzostw świata juniorów.